# How I Learned to Stop Giving a Shit and Love Mindless Self Indulgence
How I Learned to Stop Giving a Shit and Love Mindless Self Indulgence (в пер. с англ. Как я научился не париться и любить бездумно потакать своим слабостям) — пятый и последний (на данный момент) альбом американской рок-группы Mindless Self Indulgence. Пластинка является пятым полноценным студийным релизом Mindless Self Indulgence. Выпуск альбома состоялся весной 2013 года.

## Об альбоме
Работа над пластинкой началась в 2012 году. Постпродакшн пластинки был финансирован за счёт кампании, проводимой сайтом Kickstarter. В декабре 2012 в YouTube появились первые демоверсии композиций предстоящего альбома. В 12 марта 2013 года были обнародованы трек-лист и обложка пластинки. 13 марта, при поддержке Kickstarter, была выпущена цифровая версия How I Learned to Stop Giving a Shit and Love Mindless Self Indulgence. Релиз на физических носителях состоялся 14 мая 2013 года.
Альбом имеет более тяжёлое звучание, в отличие от предыдущей работы Mindless Self Indulgence If. В музыке How I Learned to Stop Giving a Shit and Love Mindless Self Indulgence прослеживаются некоторые элементы индастриал-метала, а также рэп-рока. С точки зрения лирики альбом более политически направлен, нежели остальные релизы группы.
How I Learned to Stop Giving a Shit and Love Mindless Self Indulgence был благосклонно встречен различными музыкальными изданиями. Критики высоко оценили на этом альбоме возврат группы к истокам, при этом не потеряв новизны в звучании.

## Список композиций
| №                   | Название                                          | Автор(ы)                   | Длительность |
| ------------------- | ------------------------------------------------- | -------------------------- | ------------ |
| 1.                  | «Witness»                                         | Джимми Юрин, Шантал Кларет | 3:17         |
| 2.                  | «Fuck Machine»                                    | Джимми Юрин                | 3:24         |
| 3.                  | «It Gets Worse»                                   | Джимми Юрин                | 2:56         |
| 4.                  | «I Want to Be Black»                              | Джимми Юрин                | 2:10         |
| 5.                  | «Hey Tomorrow Fuck You and Your Friend Yesterday» | Джимми Юрин                | 2:40         |
| 6.                  | «You're No Fun Anymore Mark Trezona»              | Джимми Юрин, Райс Фалбер   | 2:53         |
| 7.                  | «Ala Mode»                                        | Джимми Юрин                | 2:32         |
| 8.                  | «Casio»                                           | Джимми Юрин                | 2:14         |
| 9.                  | «Anonymous»                                       | Джимми Юрин                | 2:03         |
| 10.                 | «Kill You All in a Hip Hop Rage»                  | Джимми Юрин                | 2:30         |
| 11.                 | «Stalkers (Slit My Wrists)»                       | Джимми Юрин                | 2:39         |
| 12.                 | «Jack You Up»                                     | Джимми Юрин                | 3:34         |
| 13.                 | «Ass Backwards»                                   | Джимми Юрин                | 2:47         |
| Общая длительность: | Общая длительность:                               | Общая длительность:        | 35:35        |

| №   | Название                            | Длительность |
| --- | ----------------------------------- | ------------ |
| 14. | «Angel»                             | 2:14         |
| 15. | «I Am Not Here to Make Any Friends» | 2:53         |
| 16. | «Last Gay Song»                     | 2:18         |

| №   | Название           | Длительность |
| --- | ------------------ | ------------ |
| 14. | «Sex for Homework» | 3:14         |

| №   | Название                  | Длительность |
| --- | ------------------------- | ------------ |
| 14. | «Seven Minutes in Heaven» | 2:13         |

| №   | Название           | Длительность |
| --- | ------------------ | ------------ |
| 14. | «The Logical Song» | 4:01         |

## Участники записи

### Mindless Self Indulgence
- Джимми Юрин — вокал, аранжировка, семплирование
- Лин-З — бас-гитара, бэк-вокал
- Стив, Рай? — гитара
- Китти — ударные, дизайн

### Другие участники
- Шантал Кларет — бэк-вокал в «Hey Tomorrow Fuck You and Your Friend Yesterday», «Ala Mode», «Casio», «Kill You All in a Hip Hop Rage» и «Ass Backwards»
- Райс Фалбер — сведение, аранжировка
- Роб Кляинер — дополнительный вокал в «Witness»
- Грег Раили — мастеринг
- Джорден Хэйли — обложка альбома
- Джереми Саффер — фотограф

## Дополнительные факты
- Название альбома является отсылкой к названию фильма Доктор Стрейнджлав, или Как я перестал бояться и полюбил бомбу. Позже участники группы признались, что в период записи альбома они находились под влиянием фильма[8].